# Glienecke (Ziesar)
Glienecke ist ein Ortsteil der Stadt Ziesar im Landkreis Potsdam-Mittelmark in Brandenburg. Das zuvor selbstständige Dorf wurde am 1. März 2002 nach Ziesar eingemeindet.

## Geografie
Das Dorf Glienecke liegt etwa ein Kilometer südlich des Fiener Bruchs. Durch das Dorf fließt der Strepenbach, der etwas nordwestlich in die Buckau einmündet. Kurz vor der Mündung nimmt er das Wasser des Litzenbachs auf. Durch Glienecke geht die Landesstraße 93, südlich, ein Kilometer entfernt, führt die Trasse der Bundesautobahn 2 am Ort vorbei.

## Geschichte
Die erste urkundliche Erwähnung des Ortes datiert auf den 28. Dezember 1216, als der Brandenburger Bischof Siegfried II. bei seiner Amtsübernahme dem Brandenburger Domkapitel seine Archidiakonatsrechte bestätigte.

## Sehenswürdigkeiten

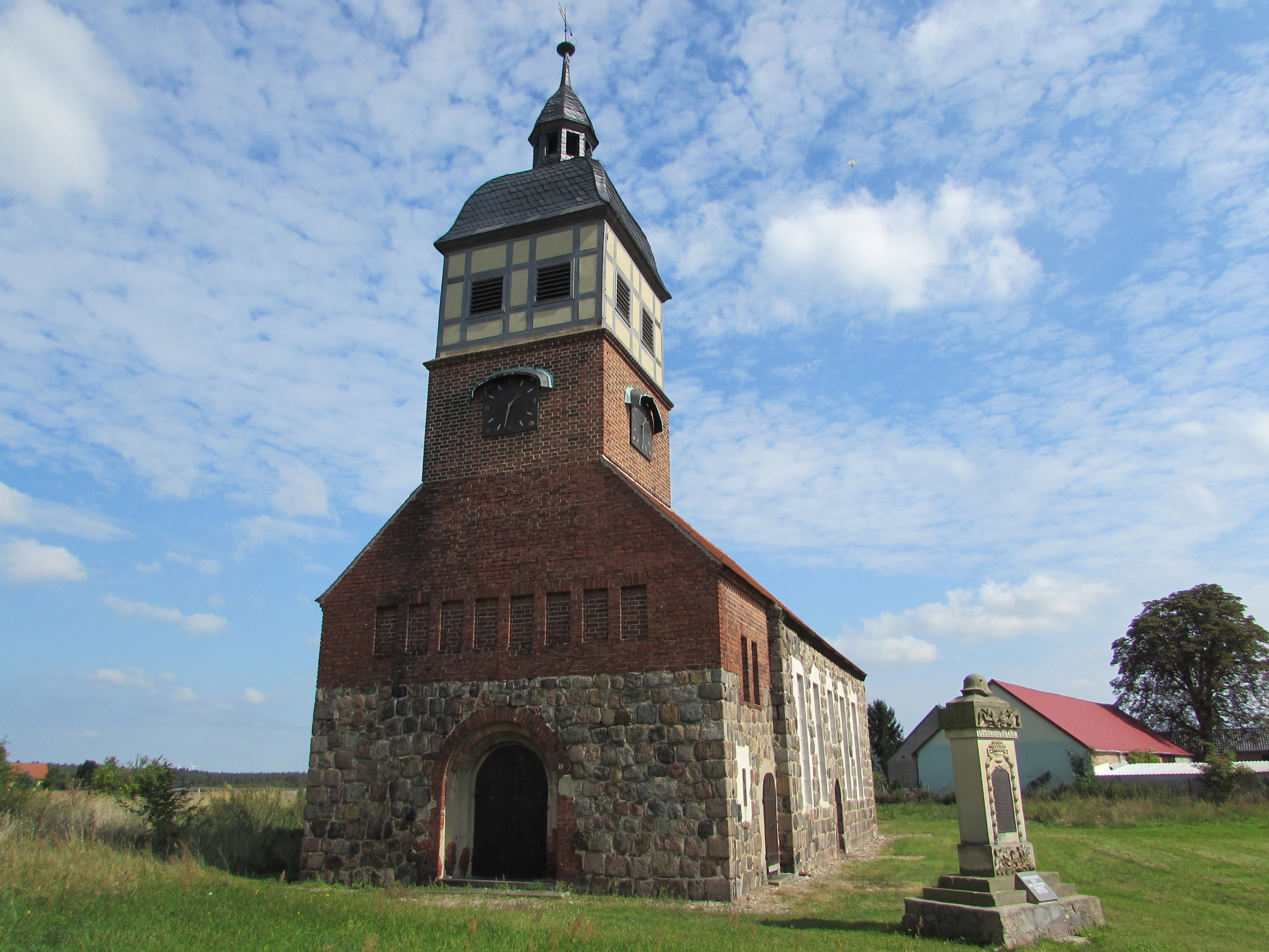
Dorfkirche Glienecke

Eingetragenes Baudenkmal im Ort ist die zentral gelegene Dorfkirche Glienecke. Bei ihr handelt es sich um eine romanische Feldsteinkirche mit einem Turm mit einem barocken Fachwerkaufbau. Das Schiff wurde baulich verändert. Die Fenster sind teilweise rundbogig, teilweise korbbogig oder moderne Rechteckfenster.
Die Eulenmühle an der Buckau ist eine der vielen alten Wassermühlen im Verlauf des Flusses Buckau. Sie verfügt noch über ein funktionierendes Wasserrad. Die Mühle liegt etwa ein Kilometer nordwestlich Glieneckes.